# Krvavá Mary

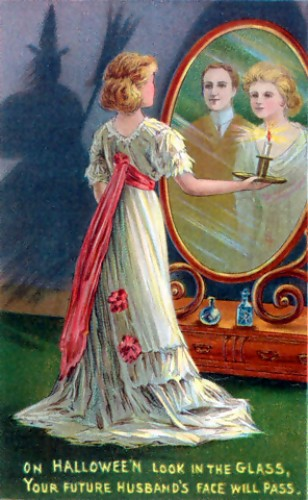
K vyprávěným legendám patří i pohlednice zasílána na Halloween, kdy žena stojí v temné místnosti před zrcadlem se svící v ruce. Legenda říká, že žena v takovém případě za dodržení určitých pravidel v zrcadle vedle sebe uvidí svého budoucího manžela. Na pohlednici je pak vidět stín osoby, pravděpodobně Krvavé Mary.

Krvavá Mary (v anglickém jazyce Bloody Mary) je přízrak či čarodějnice, především však jedna z legend západního světa. Říká se, že je vidět v zrcadle, pokud dotyčný stojící před zrcadlem v temné místnosti třikrát či vícekrát zopakuje její jméno. V některých jiných pověstech a povídačkách se o krvavé Mary vypráví jako o malé holčičce která často kradla. V té době byly tresty velice kruté a jelikož malá Mary ukradla v nějakém místním obchodě cennou věc, musela za to zaplatit životem. U soudu totiž Mary zprvu odsoudit nechtěli, ale občané města vypovídali o tom, že tohle nebyla Maryina první krádež a neplecha kterou způsobila a lidé se dožadovali spravedlnosti, musel soud Mary odsoudit tak, jaký byl trest. V den upálení se ale její matce dcery zželelo a prosila všechny aby Mary vysvobodili. Soud ale neustoupil a její matka se rozhodla že o pomoc požádá místní bábu kořenářku, která byla čarodějnice. Ale i ona neměla Mary ráda a tak věnovala její matce prášek, který ji měl uchránit před plameny. Matka netušila, že to co se ukrývá v pytlíku není ochrana proti ohni, nýbrž obyčejný popel. Těsně před strašným trestem její dcery ji stihla poprášit popelem. Když ale zjistila, že kouzelný prášek nefunguje, v zoufalosti skočila za dcerou do plamenů. Její oběť tak dala Mary sílu a její duch se usídlil ve starém zrcadle. Od té doby straší ty, o kterých si myslí že jí ublížili a přebývá v zrcadle, protože stále doufá, že opět uvidí svou matku.

## Legenda
Nikdo neví, zda žila, nebo je to opravdu jen legenda, ale přesto se o ní vypráví na 50 různých příběhů. Lidé jí vymysleli mnoho jmen či přezdívek, k nimž patří Bloody Mary, Bloody Bones, Hell Mary, Mary Worthington, nebo třeba Mary Jane. Některé legendy dokonce tvrdí, že se jedná o Pannu Marii.
Někteří lidé pak tvrdí, že je to čarodějnice, jiní ji zase uvádějí ve spojitost se Satanem, jako jeho dceru či nevěstu.